# الكوبيلا دي أفيلانيدا
الكوبيلا دي أفيلانيدا (بالأسبانية: Alcubilla de Avellaneda) هي بلدية تقع في مقاطعة سوريا، قشتالة وليون، إسبانيا. وفقاً لتعداد 2004 (المعهد الوطني للإحصاء)، بلغ عدد سكانها 195 نسمة.